# Chiesa di San Clemente (Brescia)

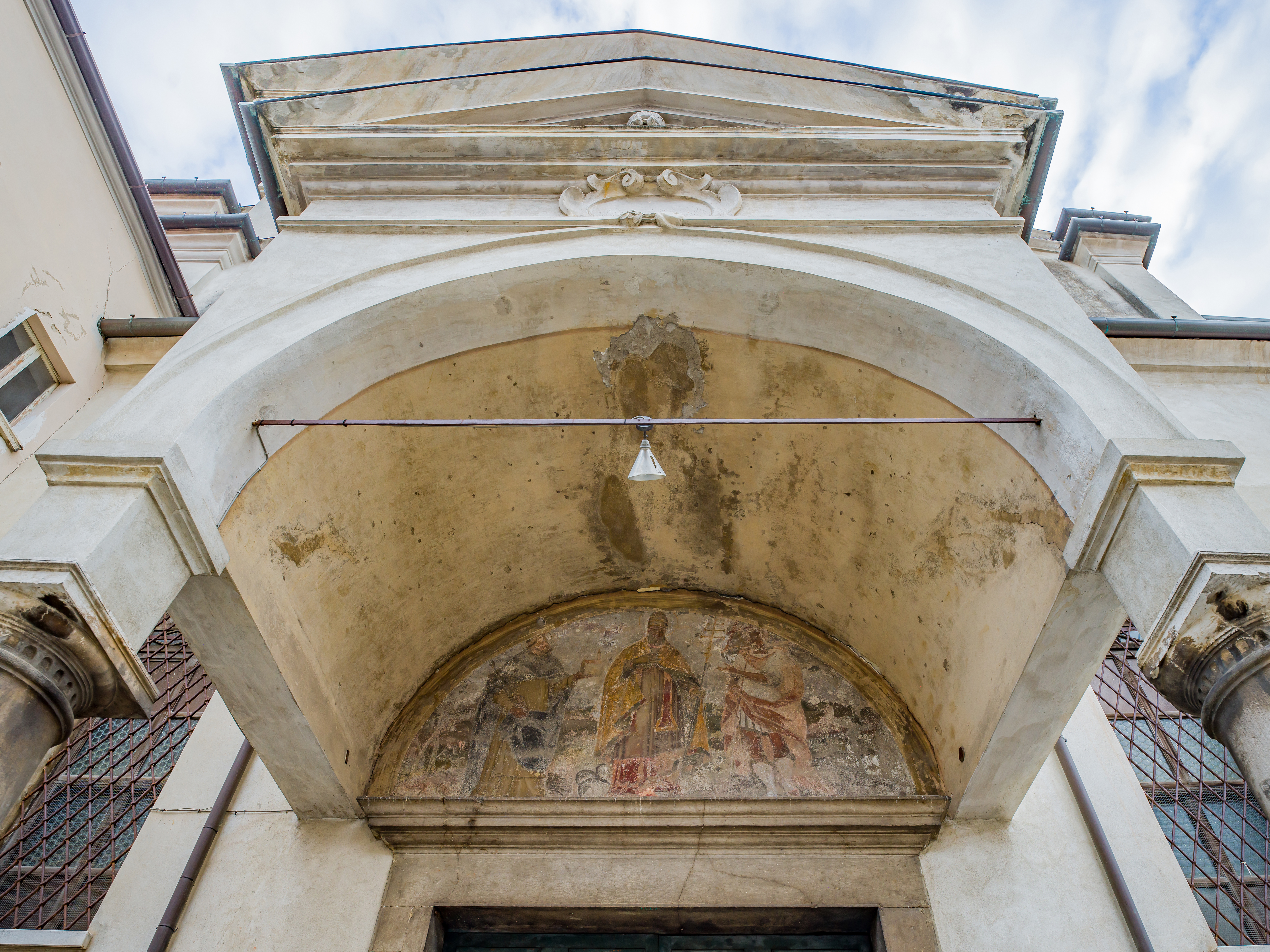
Particolare del portale

La chiesa di San Clemente di Brescia, è un edificio religioso situato in pieno centro storico cittadino, in vicolo San Clemente, a poca distanza da Piazza del Foro.

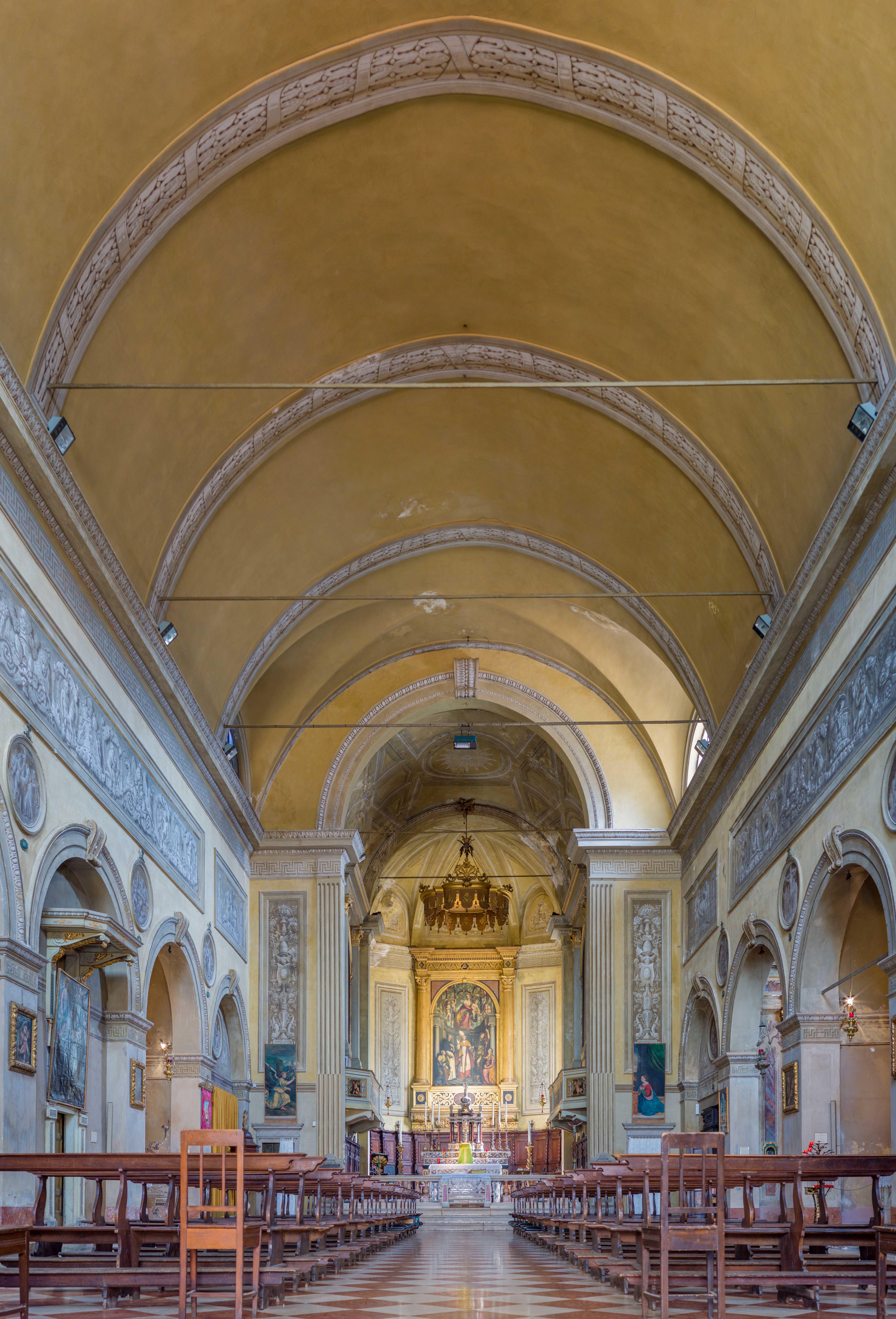
Interno della chiesa con architettura del Vantini

## Storia
Appartenne al complesso abbaziale dell'ordine dei domenicani, la chiesa venne realizzata su un'antica costruzione religiosa risalente al X secolo. Dopo numerose modifiche e restauri venne annessa al monastero domenicano, nel 1471.
L'opera di modifica degli interni proseguì anche dopo la fine dei lavori di realizzazione, e con le modifiche ottenute nel 1600 prima, e nel 1800 poi ad opera dell'architetto bresciano Rodolfo Vantini, la chiesa assume l'aspetto attuale, perdendo così l'aspetto gotico originaria, e prendendo forme neoclassicheggianti.
A seguito delle violenti scosse di terremoto del 20 maggio 2012 in Emilia, la chiesa ha riportato alcune lesioni non gravi, sulla facciata.

## Architettura
La facciata, di stile neoclassico, è dotata di un'ampia volta a botte che lambisce il portale di ingresso che contiene un affresco rappresentante Papa Clemente I, presumibilmente tra il Cristo e San Benedetto.
L'interno della chiesa è formato da un'unica navata. Degni di nota sono sicuramente l'altare maggiore, in pieno stile settecentesco, opera di Antonio Calegari, e i chiostri del convento del XV e del XVI secolo, uno di questi affrescato da Antonio Cappello.
La chiesa è una piccola pinacoteca, contenente opere del Moretto, che vi è sepolto, come Sant'Orsola e le vergini, il Matrimonio mistico di santa Caterina d'Alessandria con i santi Caterina da Siena, Paolo e Girolamo, Offerta di Melchisedech ad Abramo, la Vergine in gloria con i santi Clemente, Domenico, Floriano, Caterina e la Maddalena, e Le sante martiri (Cecilia, Lucia, Barbara, Agnese e Agata). La tomba è sovrastata dal busto del pittore eseguito da Gaetano Matteo Monti.
Come in altre chiese bresciane troviamo unitamente alle opere del Moretto, quelle di un artista bresciano suo contemporaneo, Romanino, che nella chiesa di San Clemente ha realizzato l'affresco della Resurrezione di Cristo tra i santi Clemente e Teresa.

## Galleria di opere

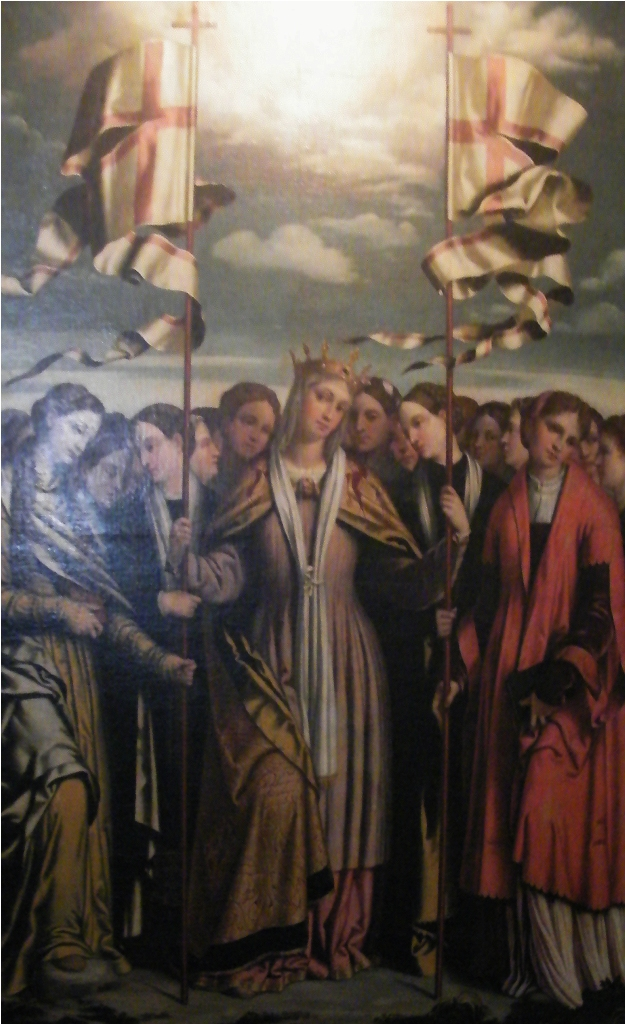
Sant'Orsola e compagne martiri (Moretto)
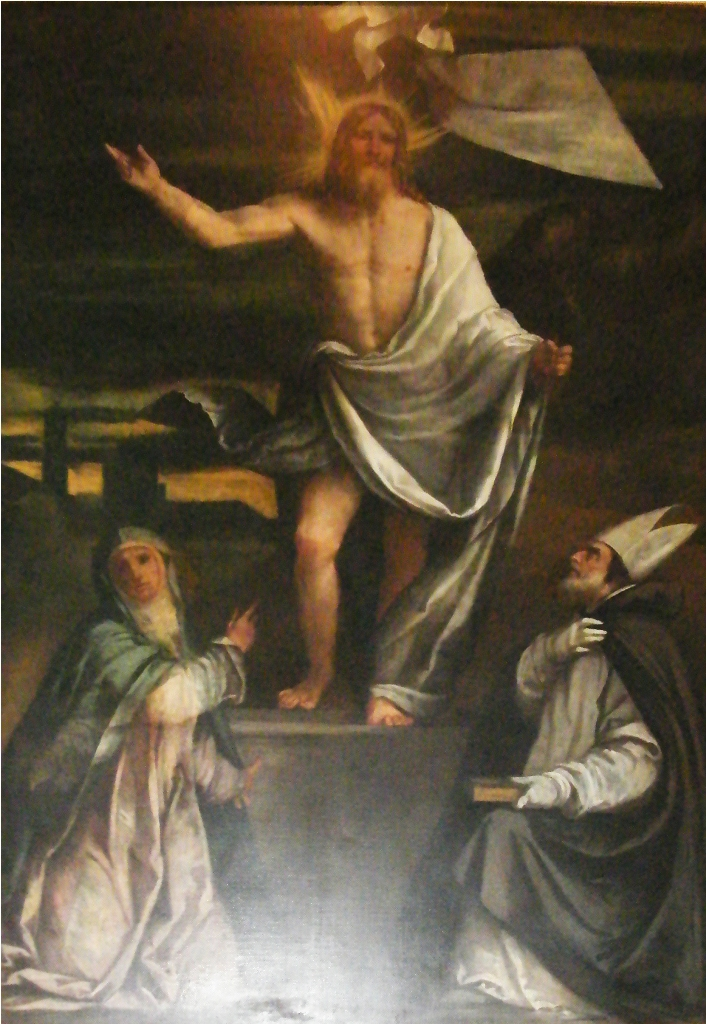
Resurrezione di Cristo tra un vescovo e una religiosa (Romanino)
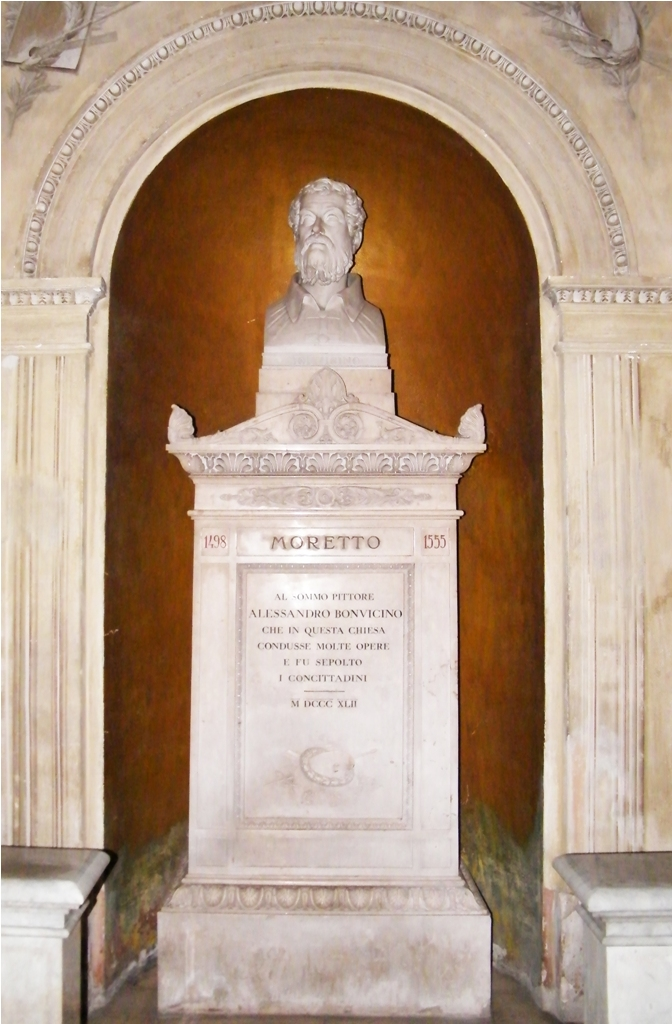
Monumento funebre del Moretto (Gaetano Matteo Monti)